# Teistungen
Teistungen is een gemeente in de Duitse deelstaat Thüringen, en maakt deel uit van het district Eichsfeld.
Teistungen telt 2.528 inwoners.